# Il conquistatore d'Oriente
Il conquistatore d'Oriente è un film del 1960 diretto da Tanio Boccia.